# Персидский поход Юлиана Отступника
Персидский поход Флавия Клавдия Юлиана (Юлиана II) — римско-персидский военный конфликт, произошедший в 363 году на территории Средней и Верхней Месопотамии, инициированный римской стороной в ответ на систематические вторжения персидских войск в римские владения в Передней Азии.

## Предыстория похода
Вторжение римских войск под командованием императора Юлиана Отступника на территорию Персии являлось одним из звеньев в цепи римско-персидских войн, начавшихся в первой пол. III в. н. э. (после прихода к власти в Иране династии Сасанидов) и стало завершающим этапом крупного вооруженного конфликта — Римско-Иранской войны 338—363 гг.
С конца 330-х (с момента истечения срока заключённого в 298 году 40-летнего Нисибисского мирного договора) до середины 350-х гг. боевые действия между римской и персидской армиями носили относительно вялый характер. По преимуществу инициаторами конфликтов в приграничной зоне являлись персы, и их наиболее значительным успехом, если не считать постоянных мелких набегов на римские территории в Верхней Месопотамии, стало взятие в 348 (344 год?) г. важной римской крепости — Сингары. После этого персидская армия возвратилась на свою территорию.
В последующие годы (до конца 350-х гг.) Шапур II не предпринимал каких-либо активных крупномасштабных военных акций в отношении Римской империи. В это время все усилия царя были сосредоточены на организации обороны северо-восточных границ своего государства. Шапур, как пишет Аммиан Марцеллин, «был занят войной с соседями и отгонял от своих границ дикие народы, которые в своём изменчивом настроении часто наступают на него, а иной раз, когда он идет на нас войной, оказывают ему помощь». Противниками персов были хиониты и кушаны.
Римский император Констанций II, в свою очередь, также не имел возможности организовать в отношении Персии боевые действия, которые могли бы спровоцировать ответные действия со стороны Шапура — он был поглощен борьбой с внутренними (узурпаторами Магненцием и Сильваном) и внешними (сарацинами, алеманнами, франками, сарматами и квадами) врагами империи.
Хотя сложная ситуация на Востоке не позволяла Шапуру II вести против Рима полноценную войну, персы, тем не менее, в течение 350-х гг. систематически тревожили римские пограничные гарнизоны в Месопотамии, держа их в постоянном напряжении. Кроме действий, направленных непосредственно против Рима, Шапур организовывал нападения и на союзную Риму Армению. В целом антиримские действия персов были весьма успешны, чему в немалой степени способствовали сами римляне: их военачальники вместо организации обороны римских границ были заняты грабежом местного населения.
Ситуация в римско-персидских отношениях вновь обострилась в конце 350-х гг. К этому времени Шапур II победоносно завершил войну на восточных границах Персии, заключил военный союз с бывшими противниками — хионитами — и начал подготовку к вторжению в римские владения. Боевые действия начались в 359 году, когда войском Шапура II была взята Амида. В 360 году персы захватили ещё две римских крепости — Сингару и Безабду.
Непосредственным прологом к римско-персидскому конфликту 363 года стал приход к власти в Римской империи в 361 году императора Юлиана II.

## Цели похода

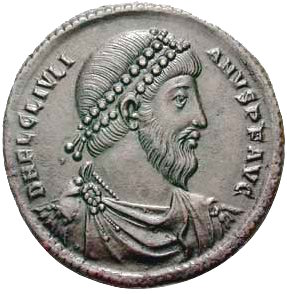
Юлиан II. Портрет на монете.

Сразу после прихода к власти Юлиан начинает активную подготовку к походу против Персии. Планировавшаяся экспедиция с военно-стратегической точки зрения представляла собой, несмотря на всю её внешнюю агрессивность, мероприятие оборонительного характера. Задуманное Юлианом вторжение в Персию являлось превентивным ударом, призванным на определённое (в идеале — на как можно более длительное) время обезопасить восточные границы Римской империи от разорительных персидских набегов. Таким образом, персидская экспедиция Юлиана Отступника была попыткой перехода Рима на восточном (персидском) направлении от пассивной обороны к активной.
Важную роль в организации Юлианом вторжения на персидскую территорию сыграли и субъективные причины, а именно — честолюбие императора. Как отмечает Аммиан Марцеллин, Юлиана «снедала жажда брани по двум причинам: во-первых, потому что он не выносил вообще покоя и бредил боевыми сигналами и сражениями, во-вторых, потому что …он горел желанием присоединить к своим славным военным отличиям титул Парфянского».
На то, что стратегические замыслы Юлиана были весьма амбициозны, указывает его личная переписка. В ряде сохранившихся писем (в частности, в письме св. Василию Великому) он четко формулирует захватнические планы, указывая, что ему «надо как можно скорее завоевать Персию и обратить в бегство великого Шапура», пока тот не согласится выплатить дань и регулярно платить налоги. После разгрома Персии, Юлиан намеревался поработить «поселения индусов и сарацинов», и тоже обложить их налогами. Завершить войну Отступник хотел на восточной границе Ирана, где неминуемо бы столкнулся с империей Гуптов.
Кроме того, поход Юлиана Отступника против Персии был призван решить и внешнеэкономические задачи: в случае его удачного завершения империя рассчитывала взять под свой контроль трансевразийские торговые пути на их переднеазиатском отрезке, борьба за которые вообще была одним из факторов в противостоянии Рима и его восточных соседей.
В качестве одной из основных целей Юлиана советскими историками середины XX века выдвигалось также его стремление путём победоносной войны снизить накал классовой борьбы в позднеримском обществе и укрепить свои пошатнувшиеся позиции.

## Подготовка к вторжению
В соответствии с планом кампании, разработанным в ставке Юлиана в Антиохии, к весне 363 года подразделения римской армии сосредоточились в различных пунктах вдоль восточной границы, ожидая подхода главных сил во главе с Юлианом.
Действия римлян должно было поддерживать армянское войско во главе с царем Аршаком II, который получил приказ сосредоточить силы на границе Персии и ждать дальнейших указаний Юлиана. На соединение с Аршаком предусматривалось направить 16-тысячный отряд римлян под командованием двух комитов: Прокопия и Себастиана. Задачей этой объединённой группировки являлась защита северного участка римско-персидской границы с целью недопущения внезапного перехода персов через Тигр. Кроме того, предусматривалась возможность активных действий римско-армянского войска на территории персидской Мидии, а также (в случае необходимости) его соединения с основными силами Юлиана.
Действия сухопутных сил должен был поддерживать многочисленный — более 1000 единиц (см. ниже) — флот, который, согласно разработанному плану, должен был следовать параллельно армии по Евфрату и снабжать её всем необходимым, а также осуществлять боевую поддержку. Кроме того, в создаваемую речную флотилию входили специальные суда для наведения переправ.

## Ход персидской экспедиции

### I этап (от выступления из Антиохии до подхода к Ктесифону)

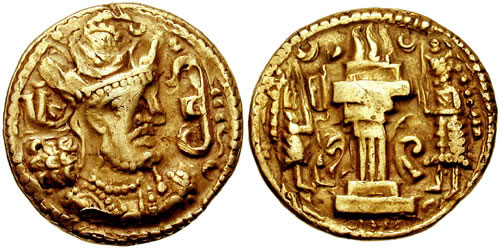
Портрет Шапура II на персидской монете.

Армия Юлиана выступила из Антиохии 5 марта 363 года и в скором времени, соединившись с остальными частями, перешёл Евфрат. 27 марта Юлиан был уже в Каллинике (ныне — город Ракка в Сирии).
Выйдя из Каллиника, армия Юлиана начала движение на юг, вдоль левого берега Евфрата; по пути следования император принял посольство местных арабских вождей, предоставивших ему отряды для выполнения вспомогательных функций. Одновременно прибыл и римский флот, состоявший из 1000 грузовых и 50 военных судов, а также 50 кораблей, приспособленных для наведения переправ, или всего 1100 единиц. Сведения Аммиана несколько расходятся с данными Зосима: по его данным, у Юлиана было 600 деревянных и 50 боевых кораблей, 500 — для постройки переправ, и множество других, везших продовольствие и осадные приспособления, судов, всего, таким образом, — более 1150 кораблей. Ещё большее число называет Магн Каррский — 1250 судов.
Теперь уже в сопровождении флота Юлиан продолжил движение вдоль Евфрата, пройдя мимо городов Керкусий, Зайта и Дара. В начале апреля армия римлян переправилась через реку Абору (совр. Хабур), левый приток Евфрата, после чего наведенные мосты по приказу Юлиана были сожжены, дабы никто из римлян не помышлял о возвращении назад. Дальше начинались персидские владения, и войска, приняв боевой порядок, стали продвигаться вперед более осторожно. Колонна римлян растянулась на 10 миль, то есть почти на 15 км. Впереди и с флангов колонну сопровождал отряд лёгкой кавалерии численностью 1500 всадников, обеспечивавших боевое охранение основных сил римлян. Флот следовал по реке параллельно армии.
В середине апреля римляне встретили первую вражескую крепость — Анафу, стоявшую на острове посреди Евфрата. Её гарнизон, поддавшись на уговоры и обещания находившегося в римской армии сасанидского царевича Ормизда, согласился добровольно сдаться. Командиру гарнизона — персу по имени Пузей — было присвоено звание трибуна; население Анафы вывезли в Сирию, а сам город был сожжен. После этого армия Юлиана продолжила движение вперед, уничтожая все на своем пути.
Следующими персидскими крепостями на пути Юлиана были Тилута и Ахайяхала. Обе они, подобно Анафе, находились на скалистых островах посреди Евфрата, но, в отличие от Анафы, их защитники не пожелали сдаться немедленно, а заявили, что если римляне, продвигаясь вперед, займут внутренние области Персидского царства, то тогда и они перейдут на сторону победителя. Юлиан, стараясь избежать напрасных потерь, двинулся дальше, пройдя местность под названием Бараксмальха и город Диакиру.
Ещё через несколько дней произошла первая стычка между войсками Юлиана и персидско-арабским отрядом, в результате которой противники римлян отступили.
Вскоре римляне подошли к мощной персидской крепости Пирисаборе. После нескольких дней осады гарнизон Пирисаборы, в руках которого осталась лишь цитадель, решил начать переговоры о сдаче; в итоге 2500 персов во главе с начальником гарнизона Мамерсидом, получив гарантии личной безопасности, сдались, а сама Пирисабора была разграблена и затем сожжена. Все это время персы непрестанно беспокоили римское войско внезапными нападениями и обстрелами, зачастую заставая римлян врасплох; Юлиан однажды был вынужден даже применить децимацию, дабы таким путём заставить своих воинов быть более бдительными и осторожными.
Следующим значительным укреплённым пунктом на пути римских войск была Майозамальха. Город был взят в осаду, но ни один из многочисленных штурмов не увенчался успехом. В итоге было решено сделать подкоп и через него проникнуть внутрь крепости. Этот план удался, и Майозамальха была взята. Воины, проникшие на территорию города первыми, были награждены осадными венками (corona obsidionalis) — одной из высших воинских наград в римской армии.
Участник этих событий Аммиан Марцеллин с нескрываемой гордостью и удовлетворением сообщает о жестокости, с которой римляне расправлялись с населением взятой крепости:
«Разгневанные победители рубили всех, не различая ни пола, ни возраста; некоторые жители в страхе перед неминуемой гибелью, под угрозой огня с одной стороны и меча — с другой, оплакав свой конец, сами бросались вниз со стен… Так большой и многолюдный город, взятый мощной храбростью римлян, превращен был в прах и развалины. После этого славного дела мы прошли по непрерывному ряду мостов…»
Из всего гарнизона при штурме крепости уцелело лишь 80 человек во главе со своим командиром Набдатом; взятым в плен персам была дарована жизнь.
После взятия и уничтожения Майозамальхи римская армия продолжила движение дальше на юг, постоянно подвергаясь неожиданным нападениям персидской кавалерии и неся при этом ощутимые потери. Достигнув Кохи (Селевкии), римляне провели под её стенами два дня с целью отдыха. Затем римская армия подошла к пересохшему Каналу Траяна, прорытому ещё императором Траяном во время его похода против Парфии (и отремонтированный впоследствии Септимием Севером, через который не мог пройти флот; поэтому в канал была пущена вода, и войско, соорудив с помощью кораблей наплавные мосты, двинулось к находившемуся неподалёку Ктесифону.
В скором времени римская армия уже стояла у ворот персидской столицы.

### II этап (от сражения под Ктесифоном до начала отступления)

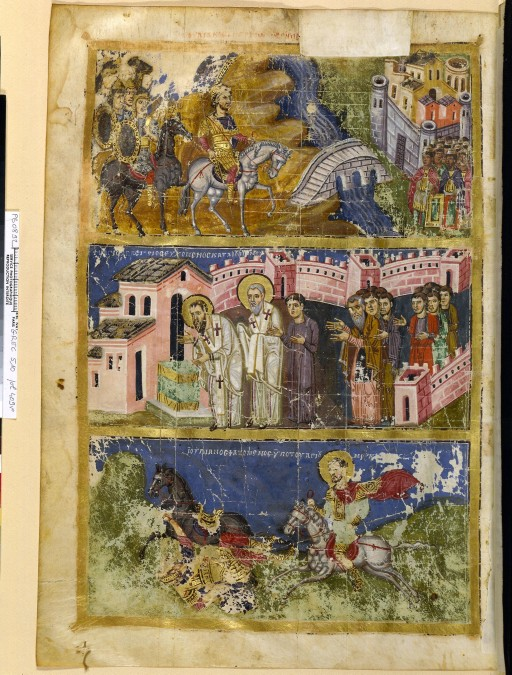
Юлиан II под стенами Ктесифона (верхняя треть). Миниатюра из рукописи IX века с речами Григория Назианзенского.

Здесь — под стенами Ктесифона — утром 1 июня 363 г. состоялось первое крупное полевое сражение между римской и персидской армиями в ходе персидского похода Юлиана Отступника. Это один из тех немногочисленных случаев, когда Аммиан называет имена командующих персидской армией — в данном случае это были «главнейшие вожди Сурена, Пигран и Нарсей» (Pigran et Surena et Narseus potissimi duces). Римляне под покровом темноты на нескольких кораблях переправились через Тигр и с боем захватили часть побережья, куда затем высадилось остальное войско.
Персы не оказали серьёзного сопротивления римской армии и после короткого сражения скрылись за стенами Ктесифона, буквально по пятам преследуемые римлянами. Потери персов составили, по Аммиану, около 2500 человек, римлян — всего 70. Почти те же цифры приводит Зосим, с той лишь разницей, что потери римлян по его данным составили не 70, а 75 человек. Таким образом, под Ктесифоном римляне одержали значительную победу, которая, однако, как показали последующие события, оказалась бесплодной.
После битвы под Ктесифоном был созван военный совет, на котором решался вопрос о дальнейших действиях: взять в осаду столицу Персии или же ограничиться разорением прилегающих к городу областей и уничтожением разрозненных групп персов. Ввиду неприступности крепости и сообщений разведки о приближении основных сил персов был принят к исполнению второй вариант. В районе Ктесифона римская армия провела несколько дней, восстанавливая силы и путём грабежа пополняя запасы продовольствия.
Однако вскоре Юлиан единолично изменил это решение и отдал приказ продвигаться дальше, вглубь Персии, оставив Ктесифон в тылу. Для повышения мобильности римской армии император также приказал уничтожить флот, чтобы не отвлекать на его охрану 20000 воинов и не быть связанным с необходимостью держаться берегов Тигра. В результате сопровождавший войско флот почти полностью был сожжен; уцелело только 12 кораблей, которые были погружены на подводы и находились в обозе для наведения в случае необходимости понтонных переправ.
Однако персы делали все возможное, чтобы не позволить римлянам проникнуть во внутренние районы государства, и потому ими были подожжены степь, зерновые посевы и селения в тех местностях, по которым должны были проходить римские войска; это дополнялось постоянными нападениями персидской кавалерии. В итоге римляне оказались без продовольствия и фуража посреди выжженной страны. Усугубляло ситуацию то, что римско-армянское войско, сосредоточившееся на берегах Тигра (см. выше), так и не пришло на помощь армии Юлиана.

### III этап (от начала отступления до гибели Юлиана)
Под давлением обстоятельств 16 июня был созван очередной военный совет, на котором было принято новое решение: повернуть на север и продвигаться в направлении римской провинции Кордуэны, навстречу армии под объединённым командованием армянского царя Аршака II, Прокопия и Себастиана. После этого персы, поняв, что римляне отказались от своих первоначальных планов и в войне произошёл перелом, усилили свою военную активность, и потери римлян увеличились.
Значительный персидский отряд встретил римлян в местности под названием Маранга. Здесь состоялось очередное крупное сражение между римлянами и персидской армией во главе с Мереной, которого Аммиан Марцеллин называет «командующим конницей», и двумя сыновьями царя (лат. cum Merene equestris magistro militiae filiisque regis duobus).
Битва под Марангой закончилась, вероятно, без определённого результата, хотя, по словам Аммиана, потери персов были более значительными. После трехдневного перемирия римские войска продолжили движение в направлении Кордуэны, а персы, верные своей тактике, непрерывно их тревожили внезапными атаками и засадами. Во время одной из таких атак, произошедшей 26 июня, случилось непредвиденное: Юлиан, поспешив на помощь своим солдатам, не посчитал нужным (или не успел) надеть доспехи, и в короткой стычке один из кавалерийских дротиков поразил его в правый бок До сих пор историки не могут точно ответить на вопрос о том, с чьей стороны был пущен тот роковой дротик. Существуют две основные версии случившегося, появившиеся в источниках буквально сразу после смерти Юлиана. Согласно первой из них, традиционной, император погиб от руки персидского воина (эту точку зрения высказывал, например, Секст Аврелий Виктор, современник Юлиана и один из его приближенных). Версия о предательстве не так популярна среди историков, но и она имеет своё обоснование. Впервые она прозвучала у Аммиана Марцеллина, а затем — у Либания, Сократа Схоластика и некоторых других позднеантичных и раннесредневековых авторов. Согласно этой гипотезе, Юлиан стал жертвой воина-христианина, находившегося в римском войске и воспользовавшегося удобным случаем для устранения ненавистного императора-язычника. Основной довод сторонников этой версии заключается в том, что после гибели Юлиана никто из персов не был награждён и вообще как-либо отмечен; следовательно, убийство императора — дело рук кого-то из римских, а не персидских воинов. Сообщение наиболее информативного источника — сочинения Аммиана — можно понимать по-разному. Тот пишет, что, когда персы уже были обращены в бегство, Юлиана, оказавшегося в гуще толпы, «неизвестно откуда, внезапно ударило … кавалерийское копье, рассекло кожу на руке, пробило ребра и застряло в нижней части печени». В связи с этим интересна точка зрения персидской стороны на гибель императора Юлиана: Мухаммад ат-Табари пишет, что Юлиан был убит в своей палатке стрелой, пущенной «невидимой рукой» и попавшей в сердце императора. Точного ответа на вопрос о том, от чьей руки погиб Юлиан Отступник, дать просто невозможно. Как выяснилось чуть позже, рана оказалась смертельной. Современные исследователи обращают внимание на свидетелей и обстоятельства, ранее никем не принимавшиеся во внимание. Согласно их выводам, 26 июня 363 года Юлиан Отступник был смертельно ранен в скоротечной схватке с конным воином-арабом из племени «бану-Тайи» у селения Туммар (севернее Маранги), и скончался через три дня — в ночь на 29 июня 363 года в результате развития вторичного травматического шока. Вероятно, последними словами поклонявшегося Гелиосу неоплатоника Юлиана стало восклицание: «O Sol, Julianum perdidisti!» (лат. — «О, Солнце, (ты) потеряло Юлиана!").  

### IV этап (от провозглашения императором Иовиана до заключения мирного договора)
На следующий день (27 июня) состоялись выборы нового императора, которым стал бывший командир корпуса протекторов Иовиан. Римляне находились в критической ситуации: они были окружены персидской армией, лишены возможности пополнять запасы продовольствия, деморализованы гибелью Юлиана. Поэтому единственным выходом и надеждой на спасение было дальнейшее отступление в направлении Кордуэны. Войско Иовиана, пройдя через местности Сумера и Харха, 1 июля достигло города Дура, находившегося на берегу Тигра, но дальше продвинуться не смогло, будучи окруженным персидской армией во главе с самим Шапуром II. Не имея возможности ни двигаться дальше на север, ни переправиться на правый берег Тигра, ни пополнить запасы продовольствия, римляне оказались в критической ситуации.
Зная о положении, в котором оказались Иовиан и его войско, Шапур II направил к императору послов с предложением о переговорах. В результате персы смогли навязать Иовиану крайне невыгодный для римлян мирный договор, имевший два главных условия: 1) передача Персии пяти римских областей в Верхней Месопотамии (Арзанены, Моксоэны, Забдицены, Регимены, Кордуэны) с находящимися там крепостями, а также городов Нисибиса, Сингары и Лагеря Мавров и 2) отказ Рима от поддержки Армении. Договор был подписан на 30 лет и подкреплён знатными заложниками с обеих сторон. После этого отступление изголодавшейся, измотанной непрерывными стычками с неприятелем, но все же сохраненной (хотя и очень дорогой ценой) римской армии превратилось в паническое бегство.

## Последствия похода
В результате крайне неудачно завершившейся кампании 363 года империя не только уступила Персии ряд своих территорий, имевших важное стратегическое значение, но и, по сути дела, предала своего самого верного восточного союзника — Армению.
Во исполнение условий договора Римское государство было вынуждено уступить Персии один из ключевых (и в военном, и в экономическом отношении) пунктов Северной Месопотамии — Нисибис. Жителям Нисибиса под страхом смерти было приказано в трехдневный срок покинуть город, после чего он, несмотря на протесты горожан, был занят персами. Как сообщает ат-Табари, по приказу Шапура в Нисибис было переселено 12000 человек из Истахра, Исфахана и других районов Персидской державы.
Таким образом, ни одна из целей, преследовавшихся Юлианом при подготовке к персидскому походу, полностью не была достигнута. Позиции сасанидского Ирана в Передней Азии резко усилились. Тем не менее, положительным для Рима результатом кампании 363 г. стало подписание очередного мирного договора с Персией, обеспечившего на длительный период спокойную жизнь для восточных провинций империи. На ближайшие десятилетия ареной борьбы между Римом и Ираном за преобладание в Передней Азии стала территория Армении.

### На русском языке
- Арутюнян А. Ж. Восточная политика Римской империи в период домината и Армения (IV в. н. э.). Автореф. … канд. ист. н. Ер., 1989.
- Вус О. В. Юлиан Апостат. Персидский поход и загадка битвы у Туммара 26 июня 363 г. // МАИАСП. — 2019. — Вып. 11. — С. 271—299https://www.academia.edu/85590664/Julian_the_Apostate_The_Persian_campaign_and_the_riddle_of_battle_at_Tummar_on_June_26_363
- Гиббон Э. История упадка и разрушения Римской империи. М., 2006.
- Грант М. Римские императоры. М., 1998.
- Дмитриев В. А. «Всадники в сверкающей броне»: Военное дело сасанидского Ирана и история римско-персидских войн. СПб., 2008. ISBN 978-5-85803-338-7
- Дмитриев В. А. Армия и военное дело в сасанидском Иране по данным Аммиана Марцеллина // Записки Восточного отделения Российского археологического общества (ЗВОРАО). Новая серия. Т. II (XXVII). СПб., 2006. ISBN 5-85803-318-0
- Дмитриев В. А. Юлиан Отступник: человек и император // Метаморфозы истории. Альманах. Вып. 2. Вена — Псков, 2002.
- Дьяконов М. М. Очерк истории Древнего Ирана. М., 1961.
- Закавказье и сопредельные страны между Ираном и Римом. Христианизация Закавказья // История древнего мира. Кн. 3. Упадок древних обществ / Под ред. И. М. Дьяконова, В. Д. Нероновой, С. И. Свенцицикой. М., 1982.
- Колесников А. И. Иран в начале VII в. (источники, внутренняя и внешняя политика, вопросы административного деления) // Палестинский сборник. 1970. Вып. 22 (85).
- Лазарев С. А. Военная организация Римской империи в IV в. н. э. (от Диоклетиана до Феодосия). Автореф. … канд. ист. н. М., 1986.
- Пигулевская Н. В. Византийская дипломатия и торговля шелком в IV—VII вв. // Византийский временник. 1947. Вып. 1.
- Сасанидская держава в III—V вв. // История древнего мира. Кн. 3. Упадок древних обществ / Под ред. И. М. Дьяконова, В. Д. Нероновой, С. И. Свенцицикой. М., 1982.
- Соколов В. С. Аммиан Марцеллин как последний представитель античной историографии // Вестник древней истории. 1959. № 4.
- Тревер К. В. Очерки по истории и культуре Кавказской Албании. IV в. до н. э. — VII в. н. э.). М. — Л., 1959.
- Фрай Р. Н. Наследие Ирана. М., 1972.
- Холмогоров В. И. Римская стратегия IV в. н. э. у Аммиана Марцеллина // Вестник древней истории. 1939. № 3.

### На английском языке
- Baynes N.H. Constantine’s successors to Jovian and the struggle with Persia // Cambridge Medieval History. Vol. 1. The Christian Roman Empire and the foundation of the Teutonic kingdoms. Cambridge, 1911.
- Baynes N.H. Rome and Armenia in the fourth century // English Historical Review. 1910. № 25.
- Blockly R.C. Ammianus Marcellinus on the Persian invasion of A. D. 359 // Phoenix. 1988. Vol. 52.
- Bowersoch G.W. Julian the Apostate. Cambridge (Mass.), 1978.
- Bury J.B. The date of the battle of Singara // Byzantinische Zeitschrieft. 1896. Bd. 5. H. 2.
- Chalmers W.R. Eunapius, Ammianus Marcellinus and Zosimus on Julian’s Persian expedition // The Classical Quarterly. 1960. Vol. 10 (54).
- Chaumont M.L. Armenia and Iran. II. The pre-Islamic period // Encyclopaedia Iranica. Vol. 2. London — N.-Y., 1987.
- Cambridge History of Iran. Vol. 3 (1). The Seleucid, Parthian and Sasanian periods / Ed. By E. Yarshater. Cambridge — L. — N.-Y. — New Rochelle — Melbourne — Sydney, 1983.
- Elliott T.G. Eunapius’ account of Julian the Apostate // Ancient History Bulletin. 1991. Vol. 5.
- Felix W. Chionites // Encyclopaedia Iranica. Vol. 5. London — N.-Y., 1991.
- Frye R.N. The History of Ancient Iran. München, 1984.
- Lewis B. The Middle East. A brief history of the last 2000 years. N.-Y., 1998.
- Ridley R.T. Notes on Julian’s Persian expedition (363) // Historia. 1973. Bd. 22.
- Stark F. Rome on the Euphrates. The story of a frontier. L., 1966.

### На немецком языке
- Altheim F., Stiehl R. Asien und Rom. Neue Urkunden aus sasanidischer Früchzeit. Tübingen, 1952.
- Borries E. Iulianus (Apostata) // Pauly’s Real-Encyclopädie der classischen Altertumswissenschaft. Neue Bearbeitung, begonnen von G. Wissowa. Hbd 19. Stuttgart, 1917.
- Brok M.F.A. De persische Expeditie van Keiser Julianus volgens Ammianus Marcellinus. Groningen, 1959.
- Brok M.F.A. Die Quellen von Ammians Excurs über Persien // Mnemosyne. 1975. № 38.
- Büttner-Wobst T. Der Tod des Keiser Julian // Philologus. 1892. Bd. 5 (51). H. 1 — 4.
- Enßlin W. Mamersides // Pauly’s Real-Encyclopädie der classischen Altertumswissenschaft. Neue Bearbeitung, begonnen von G. Wissowa. Hbd. 27. Stuttgart, 1928.
- Klotz A. Die Quellen Ammians in der Darstellung von Julians Perserzug // Rheinisches Museum für Philologie. 1916. Bd. 71. H. 4.
- Reinhardt G. Der Perserkrieg des Kaisers Julian. B., 1892.
- Seeck O. Sapor (II) // Pauly’s Real-Encyclopädie der classischen Altertumswissenschaft. Neue Bearbeitung, begonnen von G. Wissowa. Hbd 2. Stuttgart, 1920.